# Alberto Léo
Alberto Léo Jerusalmi, mais conhecido por Alberto Léo (Rio de Janeiro, 10 de outubro de 1950 — Rio de Janeiro, 23 de junho de 2016), foi um jornalista esportivo brasileiro.

## Biografia
Alberto Léo começou a carreira no esporte em 1980 na TV Bandeirantes Rio de Janeiro em substituição a Galvão Bueno, que foi para São Paulo. Em 1985 o jornalista foi para a Rede Manchete onde esteve a frente do Manchete Esportiva. Foi apresentador, locutor e chefiou a editoria de esportes até a extinção da emissora, em 1999, tendo trabalhado ao lado de jornalistas esportivos como João Saldanha, jornalista e ex-técnico da Seleção Brasileira, Paulo Stein, Márcio Guedes, entre outros. Ainda em 99, integrou a primeira equipe de esportes da recém-estreada RedeTV!, narrando jogos da Liga dos Campeões da UEFA, já que foi um dos funcionários absorvidos pelos novos donos da rede. Ele saiu pouco tempo depois. Léo estava desde 2000, quando a emissora chamava-se TVE Brasil onde trabalhava no setor de jornalismo esportivo da televisão pública, na Empresa Brasil de Comunicação (EBC). Estava comentando pela TV Brasil e Rádio Nacional, além de ser Gerente de Esportes onde era responsável pelas transmissões das mesmas. Também apresentou programas, como o EsporTVisão e No Mundo da Bola.
Morreu em 23 de junho de 2016, aos 65 anos, devido a complicações de um câncer no intestino.